# Aidan Turner
Aidan Turner (Dublin, 19 juni 1983) is een Iers acteur. Hij speelt onder meer Ross Poldark in ‘’Poldark’’, Dante Gabriel Rossetti in Desperate Romantics, Ruairí McGowan in The Clinic en John Mitchell in Being Human. Hij speelt ook Kíli in de filmtrilogie The Hobbit.

## Carrière
Zijn televisiecarrière begon in 2007 met een gastoptreden in The Tudors. Verder speelde hij ook de rol van Gabriel Rossetti in Desperate Romantics. Van 2008 tot 2009 verscheen Turner in een terugkerende rol als Ruairí McGowan in The Clinic. Daarna speelde hij het personage John Mitchell in de dramaserie Being Human (2009–2011).
Zijn filmcarrière begon met twee korte films: The Sound of People (2007) en Matterhorn (2007). Hij speelde Mal in de thriller Alarm (2008). Turner speelt de rol van Luke Garroway in The Mortal Instruments: City of Bones uit 2013.

## Filmografie
| Jaar | Titel                                     | Rol           | Notities   |
| ---- | ----------------------------------------- | ------------- | ---------- |
| 2007 | The Sound of People                       | Father        | Korte film |
| 2007 | Matterhorn                                | Theodoro      | Korte film |
| 2007 | Porcelain                                 | Kevin         | Unreleased |
| 2008 | Alarm                                     | Mal           |            |
| 2012 | The Hobbit: An Unexpected Journey         | Kíli          |            |
| 2013 | The Mortal Instruments: City of Bones     | Luke Garroway |            |
| 2013 | The Hobbit: The Desolation of Smaug       | Kíli          |            |
| 2014 | The Hobbit: The Battle of the Five Armies | Kíli          |            |
| 2016 | The Secret Scripture                      | Jack McNulty  |            |

| Jaar        | Titel                    | Rol                    | Notities                 |
| ----------- | ------------------------ | ---------------------- | ------------------------ |
| 2007        | The Tudors               | Bedoli                 | Episode: "In Cold Blood" |
| 2009        | Desperate Romantics      | Dante Gabriel Rossetti | 6 episodes               |
| 2008–2009   | The Clinic               | Ruairí McGowan         | 18 episodes              |
| 2009–2011   | Being Human              | John Mitchell          | 22 episodes              |
| 2011        | Hattie                   | John Schofield         | Televisiefilm            |
| 2015        | And Then There Were None | Philip Lombard         | Miniserie                |
| 2015 - 2018 | Poldark                  | Ross Poldark           | Televisieserie           |
| 2021        | Leonardo                 | Leonardo da Vinci      | Televisieserie           |